# Rihairo Meulens
Rihairo Meulens (nacido el 3 de junio de 1988 en Apeldoorn) es un futbolista internacional curazaleño que juega actualmente para el FC Emmen de la segunda división del fútbol holandés; se desempeña en el terreno de juego como delantero.

## Clubes
| Club               | País         | Año           |
| ------------------ | ------------ | ------------- |
| SBV Vitesse        | Países Bajos | 2006–2008     |
| AGOVV Apeldoorn    | Países Bajos | 2007–Préstamo |
| FC Dordrecht       | Países Bajos | 2008–2009     |
| Roda JC Kerkrade   | Países Bajos | 2009–2011     |
| Almere City FC     | Australia    | 2011–2013     |
| FC Dordrecht       | Países Bajos | 2013–2014     |
| FC Rapid București | Rumania      | 2015–act.     |